# Symeon Nowy Teolog

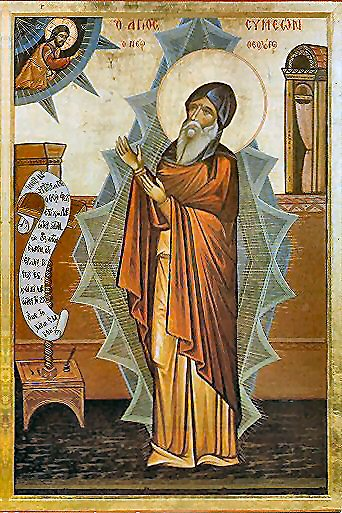
Ikona Symeona Nowego Teologa

Symeon Nowy Teolog (ur. 949; zm. 12 marca 1022) – był chrześcijańskim mnichem i poetą na terenie Bizancjum, jednym z trzech kanonizowanych świętych prawosławnych, którym nadano przydomek teologa w uznaniu jego nauczania, które było, podobnie jak Jana Ewangelisty oraz Grzegorza z Nazjanzu, przesycone szczególnie nośną, bogatą w duchowe treści wizją życia wiary. Jednym z jego podstawowych postulatów było to, że ludzie powinni doświadczyć już w życiu doczesnym oglądania Boga (gr. theoria) czyli kontemplacji.
Jest uznawany za pierwszego mistyka chrześcijańskiego wschodu, który w sposób swobodny pisał o swych przeżyciach duchowych. Niektóre z jego pism zostały włączone do Filokalii, zbioru wczesnych autorów na temat modlitwy serca rozpowszechnianej przez ruch hezychastów.

## Życie i działalność
Jego życie zostało opisane przez jego ucznia Niketasa Stethatosa. Pochodził z rodziny szlacheckiej zamieszkałej w Galacji w Paflagonii. Uczęszczał do szkoły przy dworze cesarza Bazylego II i jego brata Konstantyna VIII. W wieku czternastu lat został uczniem Symeona Studyty i wstąpił do klasztoru Studios pod wezwaniem św. Jana Chrzciela, historycznie najważniejszego monasteru w Konstantynopolu, z którym był też związany św. Teodor Studyta, duchowy ojciec studytów. W wieku trzydziestu lat został ihumenem klasztoru św. Mammasa. Funkcję tę pełnił przez dwadzieścia pięć lat, reformując, nie bez trudności ze strony mnichów, życie w wielu klasztorach Bizancjum. W 1009 Symeon został zesłany przez patriarchę na wygnanie do Paloukiton, k. Chryzopolis nad Bosforem. Zmarł na wygnaniu otoczony wieloma uczniami 12 marca 1022 r. Pozostawił po sobie katechezy, pouczenia dogmatyczne i etyczne, jak również hymny.